# Kim Ji-yoo
Kim Ji-yoo (* 14. Juli 1999) ist eine südkoreanische Shorttrackerin.

## Werdegang
Kim trat international erstmals im März 2015 bei den Juniorenweltmeisterschaften in Osaka in Erscheinung. Dort gewann sie mit ersten Plätzen über 1000 m und im 1500-m-Superfinale, im Mehrkampf die Silbermedaille und mit der Staffel die Goldmedaille. Im folgenden Jahr holte sie bei den Olympischen Jugend-Winterspielen in Lillehammer die Goldmedaille über 1000 m. Im Weltcup debütierte sie zu Beginn der Saison 2016/17 in Calgary. Dort belegte sie den 19. Platz über 1500 m. Beim folgenden Weltcup in Salt Lake City holte sie über 1000 m und mit der Staffel ihre ersten Weltcupsiege. Über 1500 m wurde sie dort Zweite. Es folgten in Shanghai und in Gangneung weitere Siege mit der Staffel. Zudem errang sie in Shanghai über 1000 m und über 1500 m jeweils den zweiten Platz. Bei den Weltmeisterschaften 2017 in Rotterdam holte sie die Bronzemedaille über 500 m und die Silbermedaille über 3000 m. Im Februar 2017 gewann sie bei den Winter-Asienspielen in Sapporo die Goldmedaille mit der Staffel. Zum Saisonende errang sie den achten Platz im Weltcup über 1500 m und den vierten Platz im Weltcup über 1000 m. Bei den Juniorenweltmeisterschaften 2018 in Tomaszów Mazowiecki gewann sie mit drei ersten Plätzen und einen zweiten Platz die Goldmedaille im Mehrkampf. In der Saison 2018/19 siegte sie in Salt Lake City mit der Staffel und in Dresden über 1500 m. Zudem wurde sie fünfmal Zweite und einmal Dritte und erreichte zum Saisonende den sechsten Platz im Weltcup über 1000 m und den zweiten Rang im Weltcup über 1500 m. Bei den Weltmeisterschaften 2019 in Sofia gewann sie die Bronzemedaille über 3000 m und die Goldmedaille mit der Staffel.
In der folgenden Saison holte Kim im Weltcup jeweils zwei Siege über 1000 m und 1500 m. Zudem errang sie jeweils zweimal den zweiten Platz und dritten Platz und erreichte damit den zehnten Platz im Weltcup über 500 m, den vierten Rang über 1000 m und den zweiten Platz über 1500 m. Bei den Vier-Kontinente-Meisterschaften 2020 in Montreal gewann sie mit der Staffel die Goldmedaille.

## Weltcupsiege
Einzel
| Nr. | Datum             | Ort            | Disziplin |
| --- | ----------------- | -------------- | --------- |
| 1.  | 12. November 2016 | Salt Lake City | 1000 m    |
| 2.  | 2. Februar 2019   | Dresden        | 1500 m    |
| 3.  | 9. November 2019  | Montreal       | 1500 m    |
| 4.  | 30. November 2019 | Nagoya         | 1500 m    |
| 5.  | 8. Februar 2020   | Dresden        | 1000 m    |
| 6.  | 16. Februar 2020  | Dordrecht      | 1000 m    |

Staffel
| Nr. | Datum             | Ort              |
| --- | ----------------- | ---------------- |
| 1.  | 13. November 2016 | Salt Lake City 1 |
| 2.  | 11. Dezember 2016 | Shanghai 1       |
| 3.  | 18. Dezember 2016 | Gangneung 1      |
| 4.  | 11. November 2018 | Salt Lake City 2 |

## Persönliche Bestzeiten
- 500 m      42,898 s (aufgestellt am 7. Dezember 2019 in Shanghai)
- 1000 m    1:27,419 min (aufgestellt am 3. Februar 2019 in Dresden)
- 1500 m    2:21,112 min (aufgestellt am 10. November 2018 in Salt Lake City)
- 3000 m    5:12,464 min (aufgestellt am 12. März 2017 in Rotterdam)